# Brad Selwood
Bradley Wayne Selwood (Leamington, 18 marzo 1948) è un allenatore di hockey su ghiaccio ed ex hockeista su ghiaccio canadese.
Nel corso della carriera militò come difensore nella National Hockey League e nella World Hockey Association soprattutto con i New England Whalers. Dopo essersi ritirato intraprese la carriera da allenatore.

## Carriera

### Giocatore
Selwood crebbe a livello giovanile con la maglia dei Niagara Falls Flyers, squadra della Ontario Hockey Association con cui disputò una stagione conquistando la Memorial Cup del 1968. Al termine di quella stagione fu scelto in decima posizione assoluta dai Toronto Maple Leafs in occasione dell'NHL Amateur Draft.
Nella stagione 1968-69 esordì da professionista nell'organizzazione dei Maple Leafs giocando con i Tulsa Oilers in Central Hockey League. Un anno più tardi con i Vancouver Canucks conquistò la Western Hockey League. Selwood esordì in National Hockey League nella stagione 1970-1971 per poi confermarsi la stagione successiva disputando l'intera stagione regolare.
Nella stagione 1972-1973 Selwood si trasferì nella World Hockey Association, lega rivale della NHL. Al termine della stagione inaugurale i Whalers vinsero il primo Avco World Trophy. Due anni più tardi fu selezionato da parte del Team Canada per prendere parte alle Summit Series 1974 contro l'Unione Sovietica. Nel corso delle stagioni fu inoltre convocato per due edizione del WHA All-Star Game.
Selwood rimase ad Hartford fino allo scioglimento della lega nel 1979, dopo aver totalizzato quasi 500 presenze con la maglia dei Whalers. Nella stagione 1979-80 fece ritorno in NHL disputando una stagione con i Los Angeles Kings. Concluse la propria carriera da giocatore nel 1982 dopo brevi presenze in CHL e in AHL.

### Allenatore
Selwood iniziò ad allenare nelle ultime due stagioni trascorse sul ghiaccio con gli Houston Apollos e i New Haven Nighthawks con l'incarico di giocatore/vice allenatore. Nella stagione 1982-83 fu invece scelto come vice allenatore dei Los Angeles Kings, l'ultima squadra della NHL nella quale aveva giocato.
Dopo quasi dieci anni di lontananza dalla panchina negli anni 1990 Selwood ritornò ad allenare in alcune leghe giovanili canadesi, conquistando per cinque volte il premio di allenatore dell'anno nella Ontario Junior Hockey League. Per quattro anni fu anche il general manager degli Oshawa Generals, formazione della Ontario Hockey League.

## Palmarès

### Giocatore

#### Club
- Avco World Trophy: 1

New England: 1972-1973
- Lester Patrick Cup

Vancouver: 1969-1970
- Memorial Cup: 1

Niagara Falls: 1968

#### Individuale
- WHL Rookie Award: 1

1969-1970
- WHA All-Star Game: 2

1974, 1975

### Allenatore

#### Individuale
- OJHL Coach of the Year: 5

1993-94, 1994-95, 1997-98, 1998-99, 2000-01